# Ceratocystis platani
Ceratocystis platani (J.M. Walter) Engelbr. & T.C. Harr. – gatunek workowców. Grzyb mikroskopijny, pasożyt wywołujący chorobę o nazwie rak platana. W Unii Europejskiej i w Polsce jest organizmem kwarantannowym.

## Systematyka i nazewnictwo
Pozycja w klasyfikacji według Index Fungorum: Ceratocystis, Ceratocystidaceae, Microascales, Hypocreomycetidae, Sordariomycetes, Pezizomycotina, Ascomycota, Fungi.
Takson ten opisał James M. Walter w 1951 r. nadając mu nazwę Endoconidiophora fimbriata f. platani. Obecną, uznaną przez Index Fungorum nazwę nadali mu Christine J. Baker Englebrecht i T.C. Thomas C.  Harrington w 2005 r. Synonimy:
- Ceratocystis fimbriata f. platani C. May & J.G. Palmer 1959
- Endoconidiophora fimbriata f. platani J.M. Walter 1951